# 默瑟縣 (北達科他州)
默瑟县（英語：Mercer County）是位于美国北达科他州的县。根据2020年人口普查显示，该县人口为8,350人。该县的县治为斯坦顿。